# 도리시마섬 (이즈 제도)

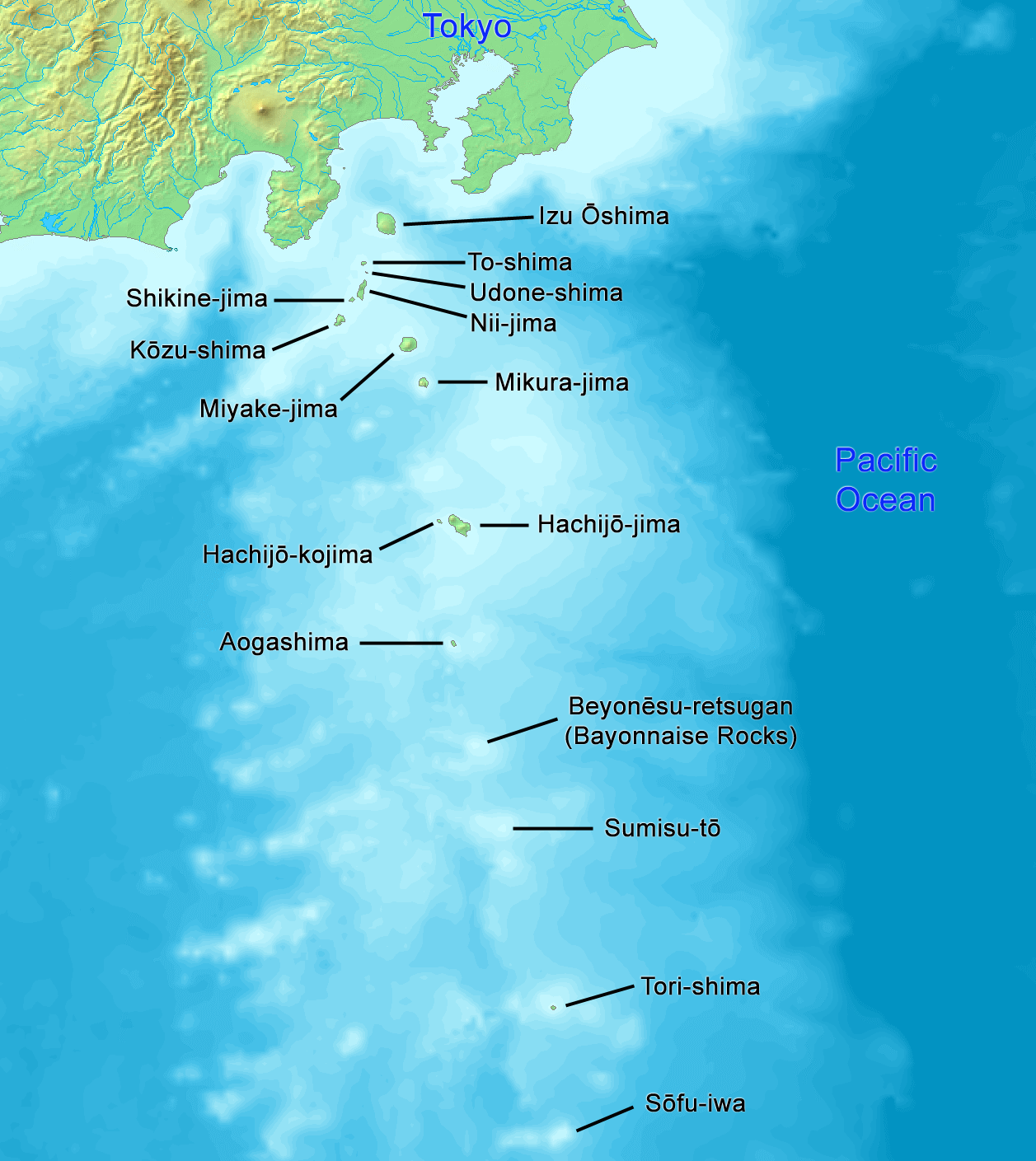
이즈 제도

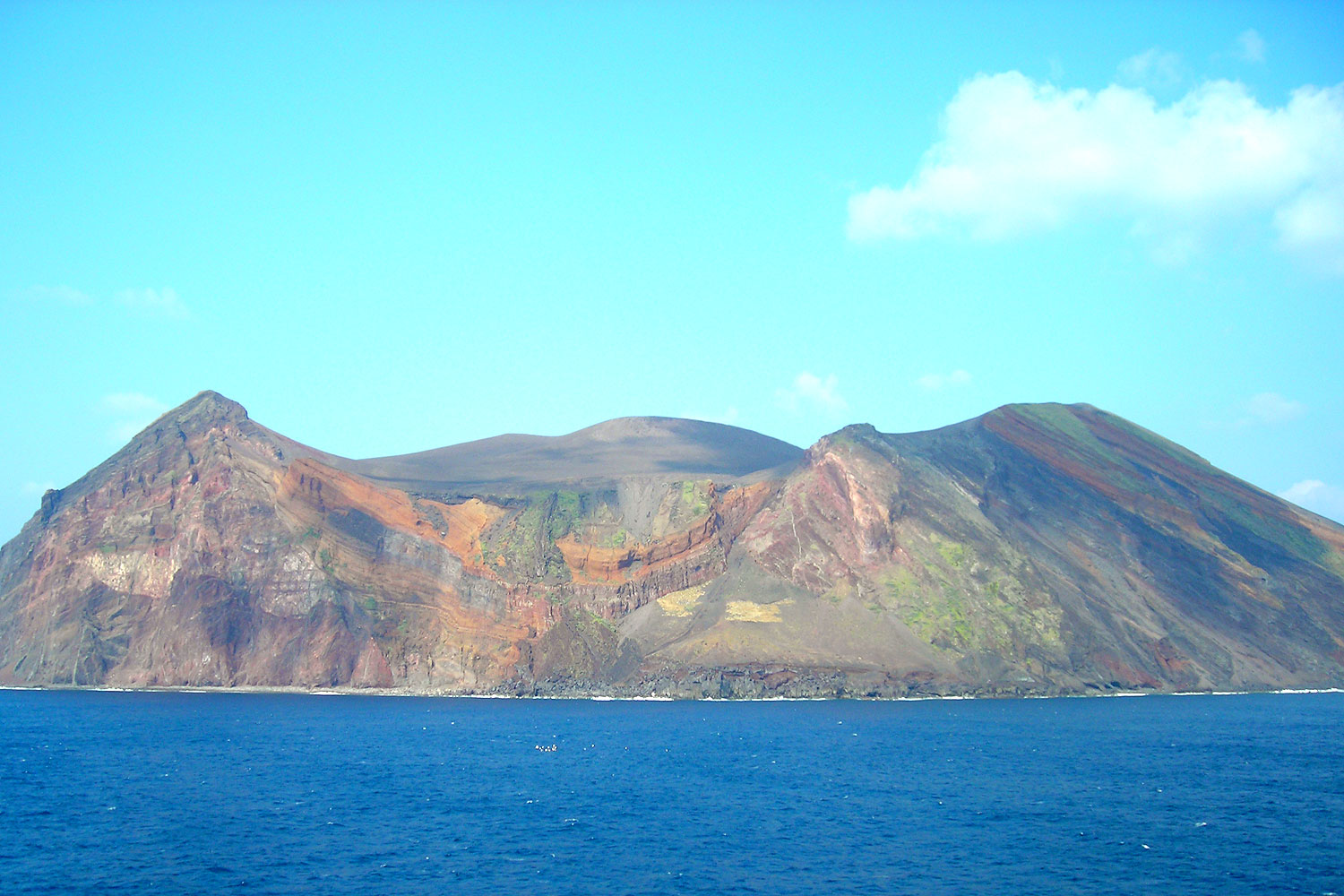
도리시마섬

도리시마섬(일본어: 鳥島)은 태평양에 위치한 이즈 제도의 남쪽의 화산섬이다. 이즈 제도의 다른 섬들처럼 공식적으로 일본 도쿄도의 일부로 하치조 지청의 직접 관할 하에 있다.

## 지리
도리시마섬은 필리핀해에 위치하고 도쿄에서 남쪽으로 약 600km, 스미스섬에서 남동쪽으로 110km, 소후 암에서 북쪽으로 76km 떨어져있다. 대략 원형의 섬으로 일본 기상청에 의해 A급 활화산으로 분류된다. 섬은 해저 화산의 수면 위 부분으로 물 속에 있는 섬 북쪽의 칼데라 부분은 지하에서 분출을 계속하고 있다. 섬의 마지막 화산 활동 기록은 2002년으로 군발지진을 동반했다. 섬의 주요 봉우리인 이오 산(硫黄山)은 해발 394m이고 섬의 둘레는 6.5km이다. 섬의 총면적은 4.79km2이다.

## 역사
도리시마섬은 최소한 에도 시대 초기에 어부들과 선원들에게 알려져있었으나 간간히 난파된 생존자들을 제외하고는 사람이 살지 않는 섬이었다. 1841년에 14살의 나카하마 만지로와 네 명의 친구들은 도리시마에서 난파당했다가 미국의 포경선인 존 하울랜드 호에 구조되었다. 메이지 시대에 사람들이 정착하기 시작했으며 주요 경제 활동은 많은 짧은꼬리알바트로스로부터 구아노를 모으는 것으로 주민들의 보금자리를 만드는데 사용되었다. 주요한 화산의 분출이 1871년에 있었다. 섬은 1898년 8월까지 행정적으로 오가사와라 지청에 속했으나 1901년 4월에 하치조 지청의 관할로 이전되었다. 125명의 주민들은 1902년에 중요한 화산의 분출로 사망하였다. 이후 도리시마에는 사람이 살지 않게 되었다.
1930년대 이래로 야마시나 조류 연구소는 매우 활발히 지역의 바다새 종, 특히 1933년까지 50마리 밖에 남지 않은 짧은꼬리알바트로스를 연구하고 보존하려 노력하였다. 일본 기상청은 1947년에 섬에 기상 관측소와 화산 연구소를 세웠으나 1965년에 화산 활동과 지진 때문에 포기하였다. 1954년에 도리시마는 조류 보호 지역으로 선포되었다. 이곳은 오직 특별한 허가를 받은 과학자들만 방문할 수 있다. 섬에 상륙하는 것은 거친 바다와 상륙을 위한 해변과 시설의 부족으로 매우 어렵다. 여행용 보트로 주변을 관람하는 것은 가능하나 섬에 상륙하는 것은 금지되어있다.